# Pakketbrievenbus

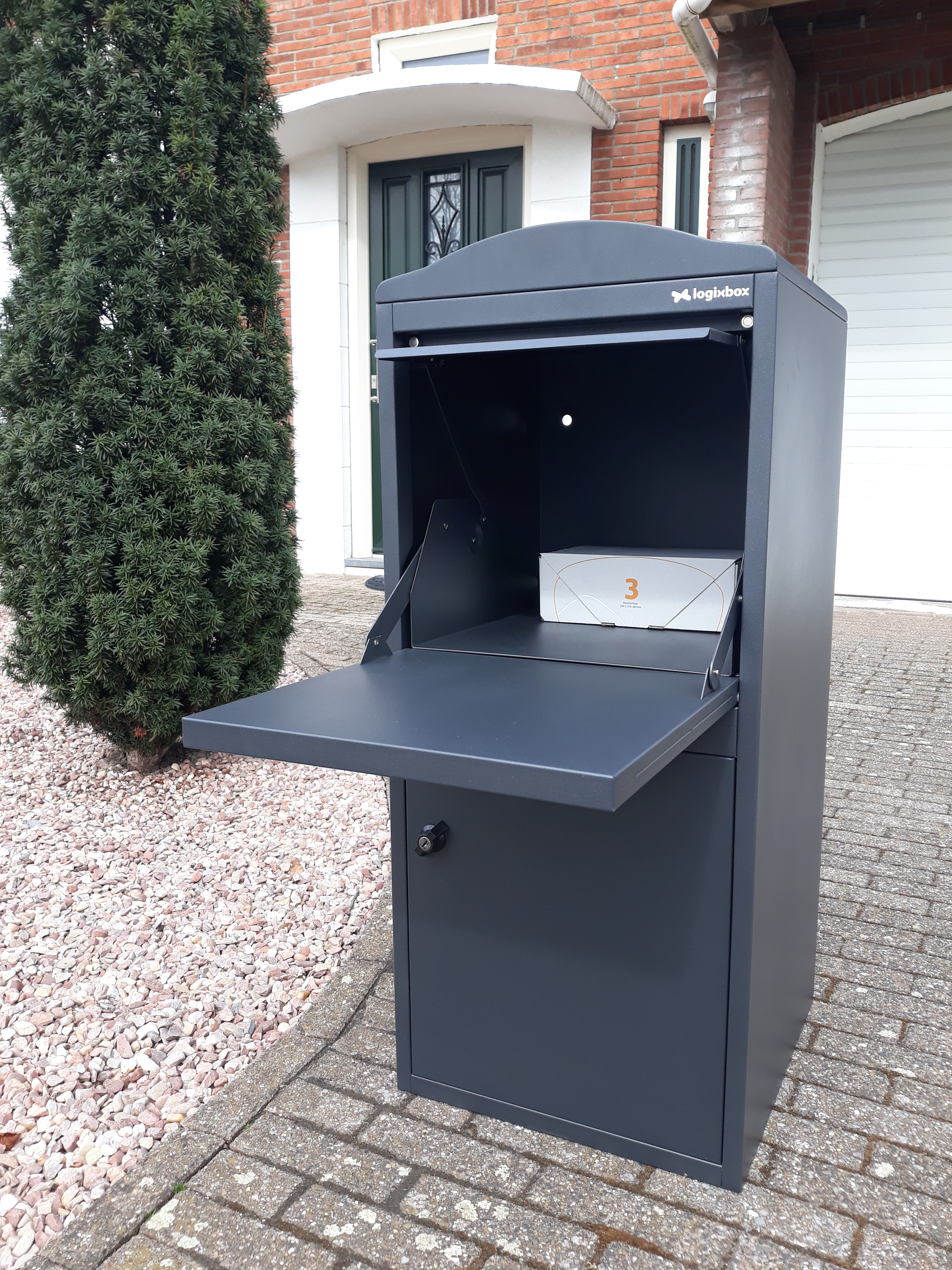
Pakketbrievenbus bij een woonhuis (2018)

Een pakketbrievenbus, pakketbox of pakjesautomaat is een grote brievenbus waar naast poststukken ook pakketjes in ontvangen kunnen worden. Een pakketbrievenbus maakt het mogelijk om pakketjes te ontvangen, ook als er niemand aanwezig is om het pakket in ontvangst te nemen.

## Locaties
Pakketbrievenbussen kunnen vrijstaand aan de grond verankerd zijn, aan de muur worden bevestigd of in een gevel worden ingebouwd. Meestal is een pakketbrievenbus voorzien van een mechanisme dat voorkomt dat onbevoegden het pakket uit de box kunnen halen via de inwerp klep. 
Sommige modellen zijn uitgerust met moderne technologieën, zoals sloten die werken met toegangscodes, systemen die een melding sturen wanneer een pakket wordt bezorgd, en functies die integreren met logistieke bezorgdiensten.

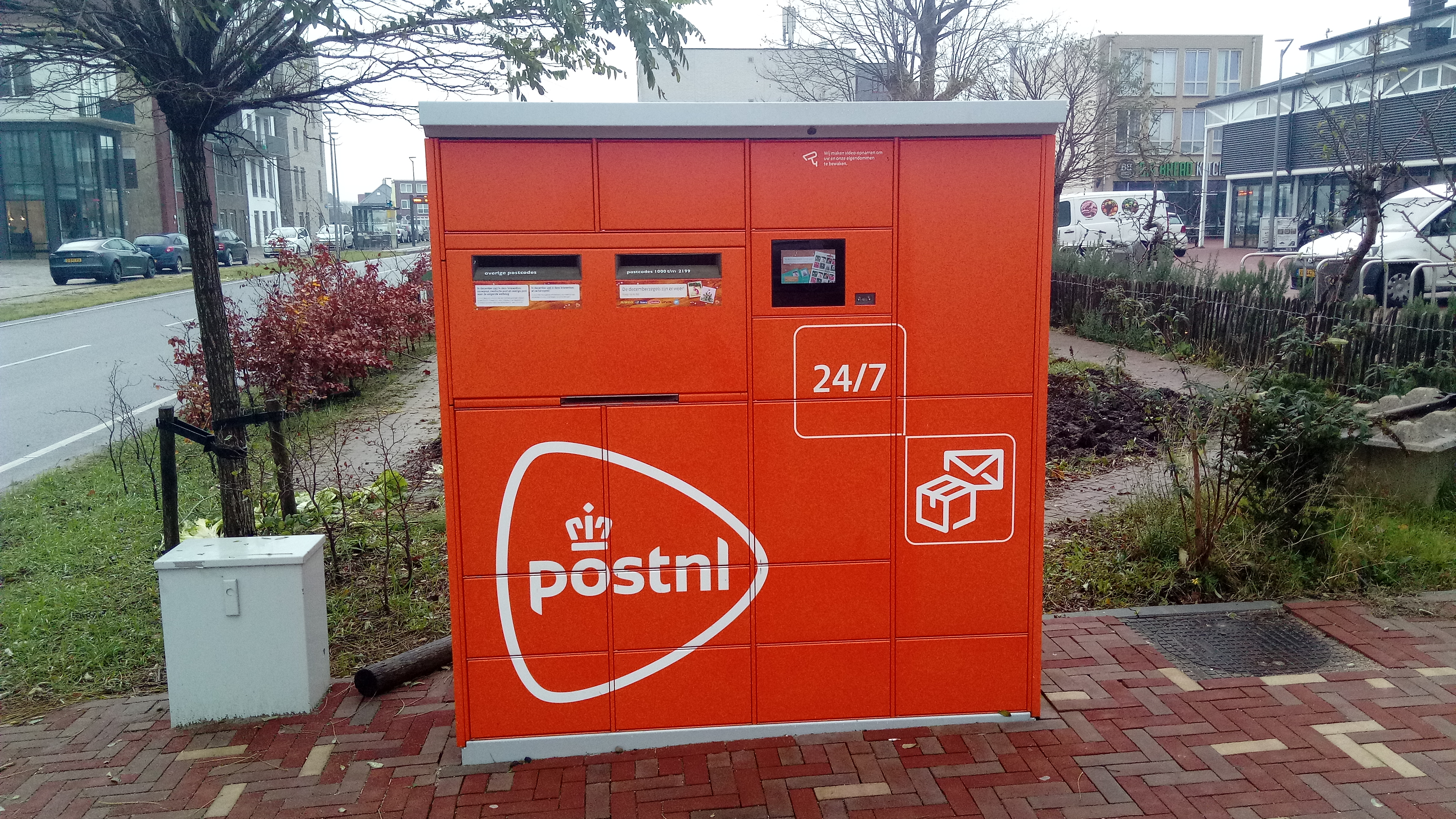
Pakket- en briefautomaat van PostNL in een woonwijk (2020)

Diverse pakketvervoerders, zoals Amazon, DHL, PostNL en Bpost, bieden dergelijke pakketboxen op vaste ophaallocaties, meestal bij supermarkten, tankstations of andere centrale punten. 
- Nationale Bibliotheek van Letland: 000353763